# Campylopus subtrachyblepharus
Campylopus subtrachyblepharus är en bladmossart som beskrevs av C. Müller 1900. Campylopus subtrachyblepharus ingår i släktet nervmossor, och familjen Dicranaceae. Inga underarter finns listade i Catalogue of Life.